# Castelo de Ponferrada

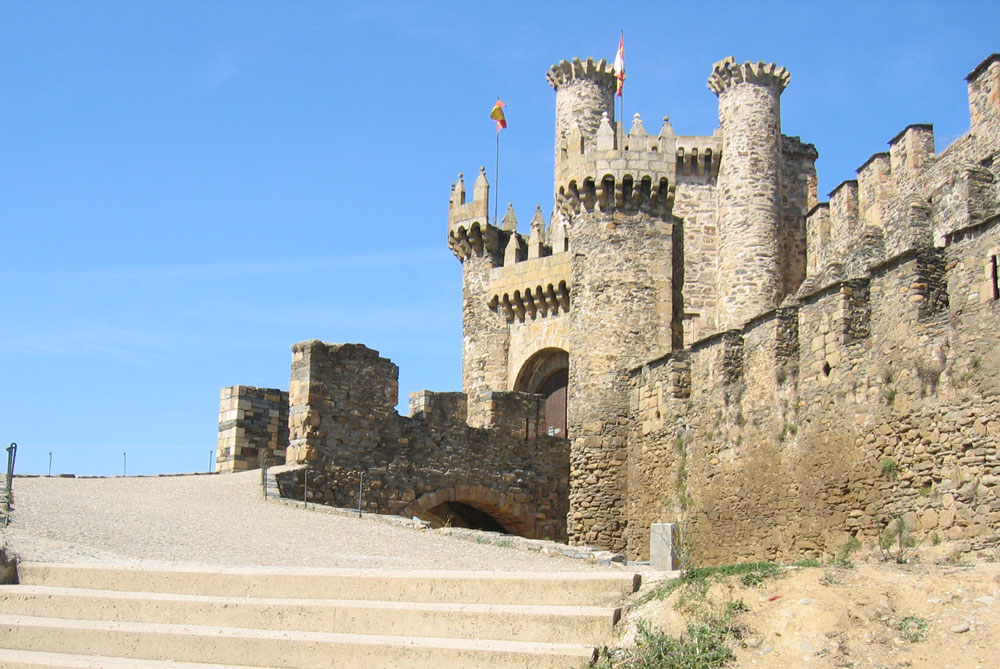
Castelo de Ponferrada, Espanha: aspecto do portão de armas.

O Castelo de Ponferrada, também conhecido localmente como Castelo dos Templários ou simplesmente Castelo do Templo, localiza-se na cidade e município de Ponferrada, na comarca de El Bierzo, província de Leão, comunidade autônoma de Castela e Leão, na Espanha.
"Se o Senhor não protege a cidade, em vão vigia quem a guarda" (Salmo 127:1, em latim, na Torre del Rastrillo).

## História

### Antecedentes
Acredita-se que o primitivo povoamento do local remonta a um castro pré-histórico. A construção de uma ponte à época da ocupação romana da península Ibérica, atraiu povoadores, dando certa importância à localidade. Uma pequena fortificação romana então erguida terá sido posteriormente arrasada pelos Godos.
À época da Reconquista cristã da Península, o Bispo de Astorga, Osmundo (1082-1096), fez reforçar a antiga ponte com uma estrutura de ferro, ficando a localidade desde então conhecida como "pons ferrata". Junto a esta ponte, na povoação, fez erguer uma igreja sob a invocação de São Pedro, para as devoções dos peregrinos no caminho de Santiago de Compostela.

### O castelo medieval
Posteriormente, em 1178, o rei Fernando II de Leão (1157-1188), doou a povoação e seus domínios aos cavaleiros da Ordem dos Templários, encarregando-os da missão de defenderem os peregrinos naquele trecho do Caminho. Em finais desse século, visando incrementar o seu povoamento e defesa, Ponferrada recebeu a sua Carta de Foral. A primitiva fortificação do local terá sido reconstruída e ampliada à época pelos monges-cavaleiros, estando concluída em 1282.
Diante da extinção da Ordem, em 1311, registrou-se a disputa da fortificação e seus domínios entre as famílias nobres mais poderosas da região até que o rei Afonso XI de Castela (1312-1350) doou-os a Pedro Fernandes de Castro em 1340, e daí se manteria nas mãos dos Castro até 1374. A partir desse ano, a posso do castelo transitou entre diversos e sucessivos membros da família real.
Enquanto na posse de Pedro Fernández de Castro reformaram-se as torres do antigo castelo e, posteriormente, D. Fadrique Enríquez, duque de Arjona iniciou a construção da Torre del Rastrillo.
Durante o reinado de Pedro I de Castela (1350-1369), a fortificação pertenceu ao seu irmão D. Henrique de Trastâmara, tendo abrigado Dª Joana de Castro, esposa repudiada do soberano.
Em 1440, Ponferrada passou para a posse de Pedro Álvarez Osorio, 1º Conde de Lemos, a quem se devem importantes obras no recinto, como a conclusão da Torre del Rastrillo, a nova Torre de Menagem, a Torre de Cabrera e a Torre de Monclín, o painel de azulejos, a Sala de Armas e a adega. Também é de sua iniciativa a incorporação aos símbolos do castelo de uma enigmática inscrição da letra grega Thau, posteriormente confundida com a cruz templária, o que deu lugar a muitas elucubrações sobre a sua origem.
No século seguinte, os Reis Católicos incorporaram a vila e seus domínios ao patrimônio da Coroa (1486), nomeando como alcaide o Marquês de Villafranca, que terminou por adquirir o castelo em 1558.
Entre os séculos XV e XVI reforçou-se a Torre de Malvecino e construiu-se a de Juan de Torres, a mina ou Coracha e seus baluartes.

### Do século XVI ao século XIX
A partir do século XVI, o declínio do movimento de peregrinos fez-se sentir na vida da vila, que passou a depender economicamente apenas de sua feira e mercados.
No contexto da Guerra Peninsular, chegou praticamente intacto até 1811, ano em que se ordenou a explosão das fortalezas do interior para evitar que caíssem nas mãos das tropas napoleônicas. Estas, ao ocuparem Ponferrada em 1809, haviam se aquartelado na Câmara Municipal e no Convento da Conceição.
Reduzido a escombros, as suas pedras foram reaproveitadas pelo Município para construir algumas praças e um mercado, adossados às muralhas e que ainda se conservam. O poder público chegou ainda a vender pedras das muralhas do castelo para a construção de edifícios na cidade.
A Real Academia de las Bellas Artes de San Fernando ordenou à municipalidade que reconstruísse as muralhas, devolvendo-as ao estado em que se encontravam, embora sem que tenha sido exigida a derrubada das edificações que lhe foram adossadas ilegalmente, à custa do sacrifício do fosso envolvente (1880). Essa exigência, entretanto, não foi atendida tendo o castelo sido arrendado a particulares que o utilizaram como terras de cultivo.

### Do século XX aos nossos dias
Em 1923, a municipalidade também não se manifestou quando um grupo de jovens da cidade decidiu criar um clube desportivo, fazendo construir um campo de futebol no interior do castelo. Para esse fim derrubaram muros e destruíram outros elementos arquitetônicos de valor. Finalmente, o conjunto foi declarado Monumento Nacional Histórico Artístico em 1924.
A progressiva deterioração causada pelos séculos e pelos homens levou a que, em 1994 se elaborasse o "Plan de Viabilidad del Castillo de Ponferrada" por uma equipe de profissionais liderada pelo Arquitecto Fernando Cobos.
Desse modo, entre 1995 e 2002, com recursos oriundos do Ministerio de Cultura, da Junta de Castilla y León, da Diputación Provincial de León e da próprio Ayuntamiento de Ponferrada, executou-se um vasto projeto de intervenção arqueológica, consolidação, restauro e requalificação do monumento.
No castelo funciona atualmente o Museo del Bierzo, com a exposição "Recuperación del Castillo de los Templarios". O conjunto abre ao público de terça a domingo, oferecendo atividades culturais, educativas e de lazer aos seus visitantes. Para tanto, no interior do castelo mantêm-se os sítios arqueológicos, e, na área do palácio abrigam-se atividades de estudo com uma biblioteca e um centro de documentação; atividades culturais no museu e sala de conferências; atividades institucionais na sala de recepções; além de restaurante e café.

## Características

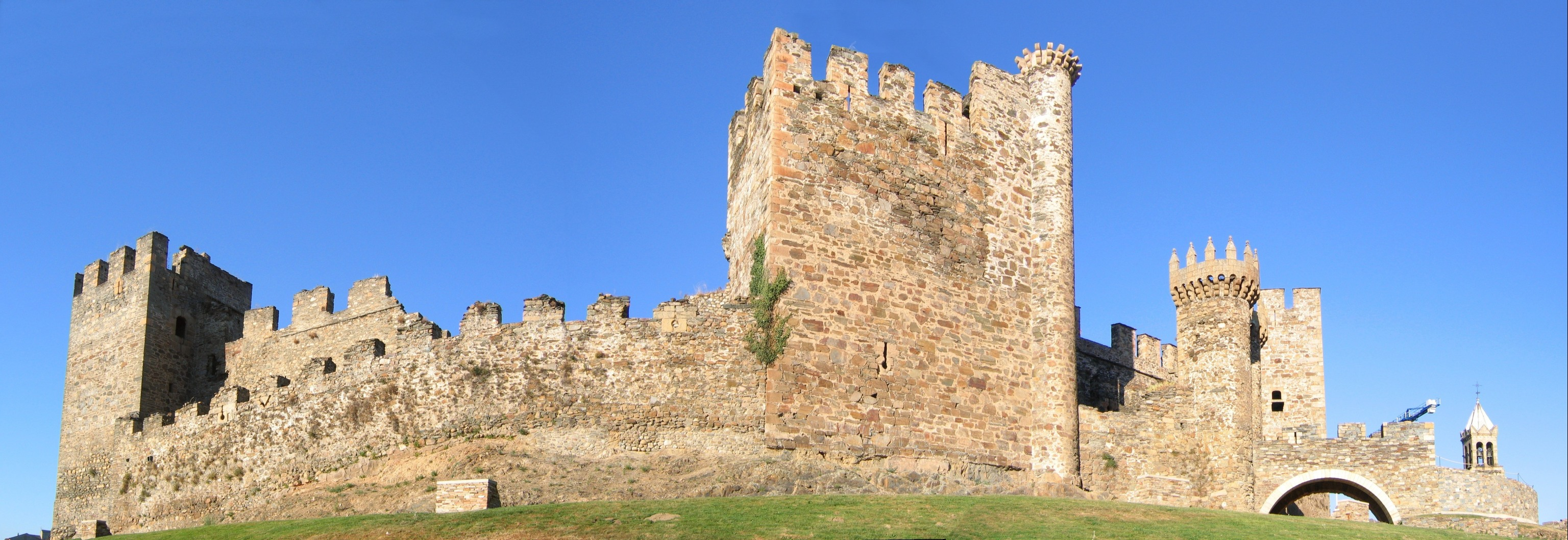
Castelo de Ponferrada, Espanha.

A atual configuração do castelo, com uma superfície de mais de 8.000 metros quadrados, é o resultado de uma extensa série de ampliações, reformas e acréscimos, desde a primitiva estrutura, com planta quadrangular, existente no início do século XII até às estruturas mais atuais, que datam da passagem do século XV para o século XVI.
Acréscimos posteriores, como as cavalariças (1848), e numerosas reformas promovidas desde o início do século XX, proporcionaram ao conjunto a sua configuração atual.
Atenção particular foi dada pelos restauradores aos telhados, não só dos edifícios, como também das torres. O projeto visou ainda recuperar as galerias de madeira, tanto nos acessos como nos mirantes.
As muralhas do castelo são amparadas por quatro torres (Malvecino, Moclín, Malpica e Cabrera).
Em nossos dias, do recinto amuralhado medieval, muito alterado na época moderna, só permanece a Torre do Relógio, antigo portão de entrada dos peregrinos na cidade.